# Pueblo inglés
El pueblo inglés o los ingleses son los originarios de Inglaterra, una de los cuatro naciones constituyentes que forman parte del Reino Unido, que tienen en común, entre otras características, el idioma inglés. En parte por este motivo, la cultura inglesa está integrada en, y se confunde habitualmente con, la cultura británica en general.
Existe cierta tendencia de intercambiar los términos «inglés» y «británico». De acuerdo con un estudio sobre la identidad inglesa llevado a cabo por el catedrático Krishan Kumar, es frecuente el lapsus línguae de decir «inglés, quiero decir, británico» cometido normalmente por los propios ingleses como «reflejo de la dificultad que tienen a la hora de diferenciarse de los demás habitantes de las islas británicas» y se debe probablemente a la posición dominante que el país ha ejercido en el Reino Unido.
El historiador A. J. P. Taylor escribió en 1965:

Cuando se publicó el Oxford History of England hace una generación, Inglaterra era aún un término que abarcaba todo. Se refería, de forma indiscriminada, a Inglaterra y Gales, a la Gran Bretaña, al Reino Unido, e incluso al Imperio británico. Los extranjeros lo usaban para referirse a una potencia mundial y, de hecho, siguen haciéndolo. Bonar Law, de origen canadiense-escocés, no sentía ninguna vergüenza a la hora de llamarse «primer ministro de Inglaterra» [...] Ahora, sin embargo, se utilizan los términos con más rigor. El uso de «Inglaterra», salvo para una área geográfica en concreto, produce gritos de protesta, sobre todo de los escoceses.

## Origen
Los ingleses tenían sus orígenes en los pueblos germánicos que invadieron y ocuparon gran parte de la isla de Gran Bretaña a partir del siglo V de nuestra era. Posteriormente, estos pueblos, entre los que destacan principalmente los sajones, anglos (de donde deriva el nombre de Inglaterra (Englaland, England) y jutos, los tres pueblos que más tarde se conocen como anglosajones, se fueron mezclando con algunos de los habitantes Britanos de la isla, con daneses y noruegos, y con los normandos, para formar el pueblo inglés tal como era hacia el año 1100.

## Etnicidad
Debido a un aumento en el interés popular por manifestar su identidad nacional, el censo de 2011 fue el primero en preguntar acerca de ella. Dada la faceta multidimensional de las identidades nacionales, se permitieron varias opciones y combinaciones. Así, mientras 37.6 millones de personas (67.1 %) afirmaban ser ingleses combinados con alguna otra nacionalidad británica (galés, escocés, norirlandés o británico), 32,4 millones de británicos residentes en Inglaterra y Gales (57.7 %) afirmaban ser ingleses sin ninguna otra combinación de nacionalidad. De acuerdo con el censo de 2011, fueron 45.1 millones de habitantes (80.5 %) de Inglaterra y Gales los que se declaran ser británicos blancos. Los que declaran ser británicos asiáticos corresponden al 7.5 % y los británicos negros al 3.3 %.

### Minorías étnicas
De las minorías étnicas, el grupo de población más numerosa fue el de los ingleses que afirman ser originarios de la India, 1,4 millones de personas (2.5 %), seguido por las personas de origen pakistaní (2,0 %). Por otra parte, a finales de 2013 el desempleo entre la población de jóvenes británicos negros y asiáticos se encontraba en 44 % y en el 34 %, respectivamente. Ciudadanos ingleses de origen árabe corresponden a 240,000 (0.4 %) de la población.

## Inmigración
Una característica significativa del pueblo inglés es la gran influencia de inmigraciones, no solo en sus orígenes, con la invasiones de los pueblos germánicos, sino a lo largo de los siglos, dando así una mayor diversidad étnica y cultural al pueblo inglés. Desde la Edad Media, hubo pequeñas olas de inmigración de otros países europeos como los Países Bajos, Francia, Italia, y Portugal. La aristocracia inglesa desciende de los militares que llegaron con los normandos y los reyes francófonos de Inglaterra. Entre los motivos para estas inmigraciones se incluyen la persecución religiosa o política, y refugiados de las zonas en guerra, además de personas en búsqueda de empleo. Después de la Reforma protestante, los inmigrantes eran protestantes provenientes de países católicos que huían de la persecución. Contaban italianos, españoles, entre otros, pero los más numerosos eran los hugonotes franceses. La presencia, desde el siglo XVI, de la población negra en Inglaterra se debe, en un primer momento, al comercio de esclavos. Y desde el siglo XVII, la presencia británica en el subcontinente indio, desde las relaciones comerciales de la East India Company y, más tarde, de la Raj británico, conlleva la llegada a Inglaterra de personas procedentes de dicho continente. A mediados del siglo XIX vino una gran inmigración irlandesa, cuyos descendientes componen el 25 % de la población inglesa.[cita requerida] A finales del siglo XIX vinieron muchos judíos rusos y polacos que huían del régimen zarista de Rusia.[cita requerida]

### Siglo XX
Con la Segunda Guerra Mundial, llegaron a Inglaterra muchos judíos alemanes, además de los ucranianos, rusos y bielorrusos que se instalaban en Lancashire y Mánchester, donde los ancianos practican todavía la religión ortodoxa de varias iglesias nacionales. Después de la guerra, vinieron muchos otros refugiados de los países del este de Europa, sobre todo, incluyendo 130,000 polacos y algunos rusos y lituanos. Desde entonces, y hasta 2013, la población extranjera del Reino Unido ha cuadruplicado, y el censo de 2011 indica que 7,5 millones de residentes nacieron fuera de las islas británicas.
Poco antes de la entrada del comienzo de la década de 1950, y en gran parte influenciados por la entrada en vigor de la British Nationality Act of 1948 que daba entrada libre al Reino Unido a todos los ciudadanos de los países del Commonwealth, llegaron numerosos inmigrantes desde la India, Pakistán, África anglófona y el Caribe anglófono, todos antiguas colonias del Reino Unido, en respuesta a la gran escasez de mano de obra tras la Segunda Guerra Mundial. Tras la revolución húngara de 1956, llegaron 14 000 refugiados húngaros a Inglaterra. De los 126,000 rumanos y búlgaros que vivían en Inglaterra y Gales en 2013, casi 90,000 llegaron después de la adhesión de sus países a la Unión Europea en 2007. Desde 2008, raíz de la crisis económica en España, emigran unos 30,000 españoles al año a Inglaterra o el Reino Unido.

## Emigración

### Canadá
Según el censo de Canadá de 2006, 6,570,015 personas afirmaban ser ingleses o tener ancestros ingleses.

### Estados Unidos
De acuerdo con el censo de los Estados Unidos de 1980, 49 598 035 estadounidenses, alrededor del 26,34 % de la población total, afirmaban tener ascendencia inglesa, parcial o total, constituyendo así el grupo étnico mayoritario. En el censo de los Estados Unidos de 2000, 24 509 692 ciudadanos estadounidenses afirmaban tener ascendencia entera o parcialmente inglesa. En el American Community Survey de 2009, solo el 9 % de la población total afirmaba ser de ascendencia inglesa, por detrás de los habitantes de ascendencia alemana o irlandesa, reflejando así la procedencia de la población inmigrante en 1900: 25,8 % de Alemania, 15,6 % de Irlanda y 8,1 % de Inglaterra. Sin embargo, algunos demógrafos consideran que esta disminución se debe a que un gran número de descendientes de ingleses simplemente se identifican como estadounidenses frente a los ciudadanos pertenecientes a las etnias minoritarias, que tienden a ser más específicos.

### España
La población británica en España en 2014 fue estimada en alrededor de 297 229 habitantes. El país ibérico es hogar de la mayor comunidad británica en Europa continental, siendo la Comunidad Valenciana y Andalucía las comunidades autónomas españolas con mayor población de origen británico.